# بين باتون
بين باتون (بالإنجليزية: Ben Paton)‏ هو لاعب كرة قدم أسترالية أسترالي، ولد في 19 أكتوبر 1998.

## وصلات خارجية
- بين باتون على موقع AustralianFootball.com (الإنجليزية)
- بين باتون على موقع AFLtables.com (الإنجليزية)